# Debbie Reynolds

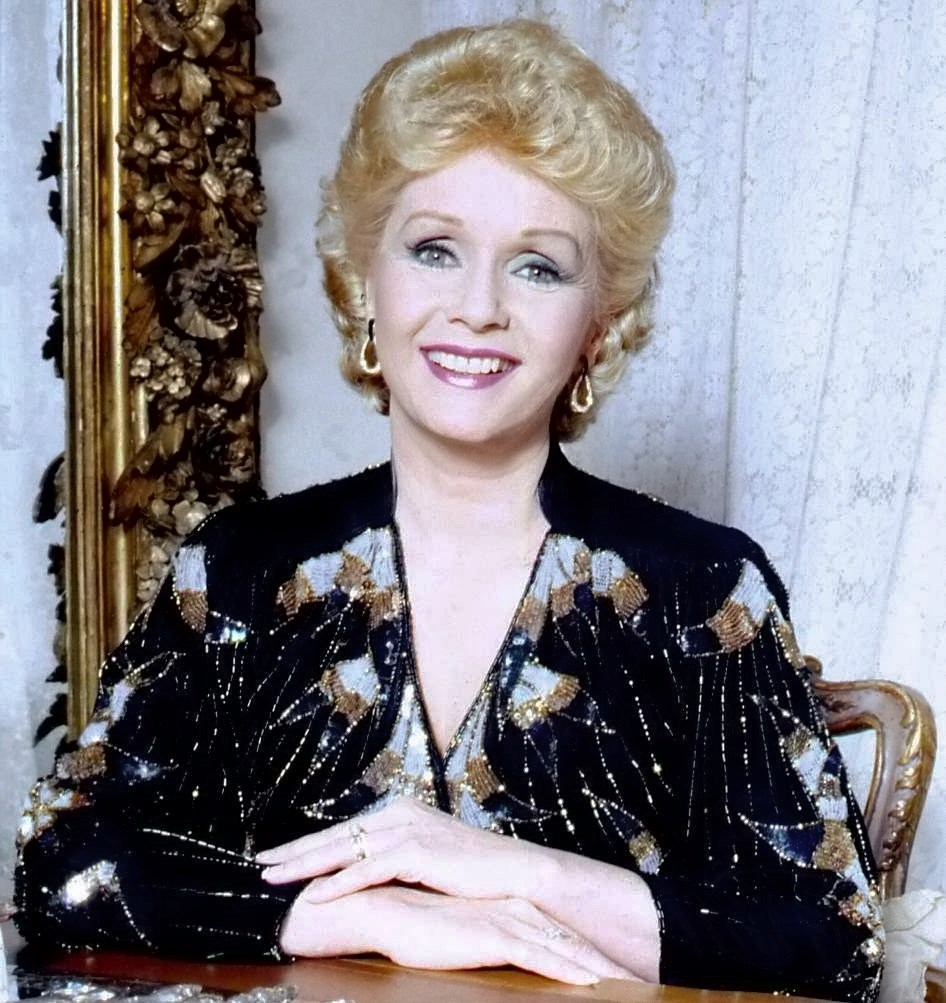
Debbie Reynolds in ihrem Haus in Los Angeles, Foto von Allan Warren (1987)

Debbie Reynolds (* 1. April 1932 als Mary Frances Reynolds in El Paso, Texas; † 28. Dezember 2016 in Los Angeles, Kalifornien) war eine US-amerikanische Schauspielerin, Sängerin und Tänzerin. Ihre Karriere begann Ende der 1940er Jahre als Vertragsschauspielerin bei Warner Brothers. International bekannt wurde sie vor allem als Darstellerin in Filmmusicals wie Singin’ in the Rain und Tammy.

## Leben

### Kindheit und Familie
Sie wurde 1932 als zweites Kind von Maxine N. Harman (1913–1999) und Raymond Francis Reynolds (1903–1986) in El Paso geboren. Raymond Reynolds war als Tischler und Mechaniker bei der Southern Pacific Company beschäftigt. Die Vorfahren der Eheleute Reynolds waren englische, schottische und irische Einwanderer. 1939 zog die Familie nach Burbank in Kalifornien, wo Reynolds die John Burroughs High School besuchte. In ihrer Freizeit war sie bei den Girl Scouts, für die sie sich bis zu ihrem Tod engagierte. Die Organisation vergibt in ihrem Namen Stipendien.

### Ehen und Kinder
1955 heiratete sie den Sänger Eddie Fisher. Das erste gemeinsame Kind, Carrie Fisher, wurde am 21. Oktober 1956 geboren. Sie trat später als Schauspielerin in die Fußstapfen ihrer Mutter, erlangte durch ihre Beteiligung an Star Wars eine Weltbekanntheit und starb am 27. Dezember 2016.
1958 wurde der Sohn Todd Emmanuel Fisher geboren. Er wurde nach Eddie Fishers bestem Freund Michael Todd benannt. Nach Michael Todds Unfalltod begann Eddie Fisher eine Affäre mit dessen Witwe Elizabeth Taylor, die seit ihren Anfängen in Hollywood auch eine gute Freundin von Debbie Reynolds gewesen war. Dies führte zu einem der größten Medienskandale der damaligen Zeit. Die Ehe von Reynolds und Fisher wurde 1959 geschieden.
Ein Jahr später heiratete Reynolds den Geschäftsmann Harry Karl, dessen Spielsucht und Fehlinvestitionen die Schauspielerin in finanzielle Schwierigkeiten brachten. Die Ehe endete 1973 ebenfalls mit der Scheidung.
Ihre dritte Ehe ging Reynolds 1984 mit dem Bauunternehmer Richard Hamlett ein. Das Paar kaufte 1992 ein kleines Hotel mit Kasino in Las Vegas. Die Unternehmung erwies sich jedoch als finanzielles Fiasko. Nach zehn Jahren ließ sich Reynolds 1994 von Hamlett scheiden und musste ihren Bankrott erklären.

### Tod
Am 28. Dezember 2016, einen Tag nach dem Tod ihrer Tochter Carrie Fisher, erlitt Reynolds im Alter von 84 Jahren einen Schlaganfall, an dessen Folgen sie am selben Tag im Cedars-Sinai Medical Center in Los Angeles starb. Sie hinterließ ihren Sohn Todd Fisher und eine Enkelin, Carrie Fishers Tochter Billie Lourd.
Debbie Reynolds wurde neben ihrer Tochter Carrie im Forest Lawn Memorial Park (Abschnitt Courts of Remembrance) in Hollywood beigesetzt.

## Schauspielkarriere

### Anfänge ab 1948
Nach ihrem Sieg bei der Wahl zur „Miss Burbank“ 1948 und dem Vertragsabschluss mit dem Filmstudio Warner Brothers gab die damals 16-Jährige unter ihrem neuen Künstlernamen Debbie Reynolds ihr Filmdebüt. An der Seite von Bette Davis und Robert Montgomery stand sie in einer kleinen Rolle in der Komödie June Bride vor der Kamera. Nach einem weiteren Einsatz in einem Warner-Bros.-Film wechselte sie zu Metro-Goldwyn-Mayer. Für ihr neues Studio stand sie 1950 bei dem Filmmusical Drei kleine Worte mit Fred Astaire und Vera-Ellen erstmals vor der Kamera.
Nach zwei größeren Nebenrollen in Two Weeks with Love und Mr. Imperium bekam Reynolds 1951, trotz des Widerstands von Hauptdarsteller Gene Kelly, in Singin’ in the Rain ihre erste Hauptrolle. Die bis dahin tänzerisch unerfahrene junge Schauspielerin konnte mit ihrer Darstellung neben Kelly und Donald O’Connor überzeugen. Dank des Erfolgs dieses Filmmusicals wurde sie international populär.

### Erfolge mit Musicals Mitte der 1950er Jahre
In den folgenden Jahren war Reynolds fast ausschließlich in Filmmusicals zu sehen, zum Beispiel 1953 in I Love Melvin erneut mit Donald O’Connor, 1954 in Give a Girl a Break neben Marge und Gower Champion, oder 1955 in Hit the Deck an der Seite von Tony Martin und Jane Powell.
Ab Mitte der 1950er Jahre kamen auch ernstere Rollen in anderen Filmgenres hinzu. 1954 stand Reynolds zusammen mit Dick Powell für dessen letzten Film als Schauspieler in der romantischen Komödie Eine Nacht mit Susanne vor der Kamera. In dem Familiendrama Mädchen ohne Mitgift spielte sie 1956 die Tochter von Bette Davis und Ernest Borgnine. Für die Darstellung der Braut in spe wurde Reynolds vom National Board of Review als beste Nebendarstellerin ausgezeichnet.
Im selben Jahr stand sie zum ersten Mal mit ihrem damaligen Ehemann Eddie Fisher vor der Kamera. In dem Musical Bundle of Joy verkörperte sie eine junge Verkäuferin, die aus Versehen für die Mutter eines Waisenjungen gehalten wird und sich in den Sohn ihres Chefs verliebt. Während der Dreharbeiten erfuhr Reynolds von ihrer eigenen Schwangerschaft, setzte die Arbeit jedoch trotz der anstrengenden und oft spektakulären Tanznummern fort. Sie erhielt dafür eine Nominierung für den Golden Globe als beste Hauptdarstellerin. 1957 folgte mit Tammy eine weitere romantische Komödie. Unter der Regie von Joseph Pevney verkörperte Reynolds an der Seite von Walter Brennan und Leslie Nielsen die titelgebende Tambrey „Tammy“ Tyree. Mit dem gleichnamigen Titellied belegte sie fünf Wochen Platz eins in den Billboard-Charts.

### Ende des Studiosystems zu Beginn der 1960er Jahre
Auch nach dem Ende der Ära des Studiosystems Ende der 1950er Jahre konnte sich Reynolds im Filmgeschäft behaupten. Nach dem großen Erfolg von Tammy spielte sie unter der Regie von Blake Edwards 1958 in This Happy Feeling die Sekretärin Janet Blake, die sich zwischen zwei Männern, gespielt von John Saxon und Curd Jürgens, entscheiden muss. 1959 erschienen vier Filme, in denen Reynolds als Leading Lady agierte: The Mating Game mit Tony Randall und Paul Douglas, Say One for Me mit Bing Crosby sowie It Started with a Kiss und die schwarze Komödie The Gazebo, jeweils mit Glenn Ford als Partner.

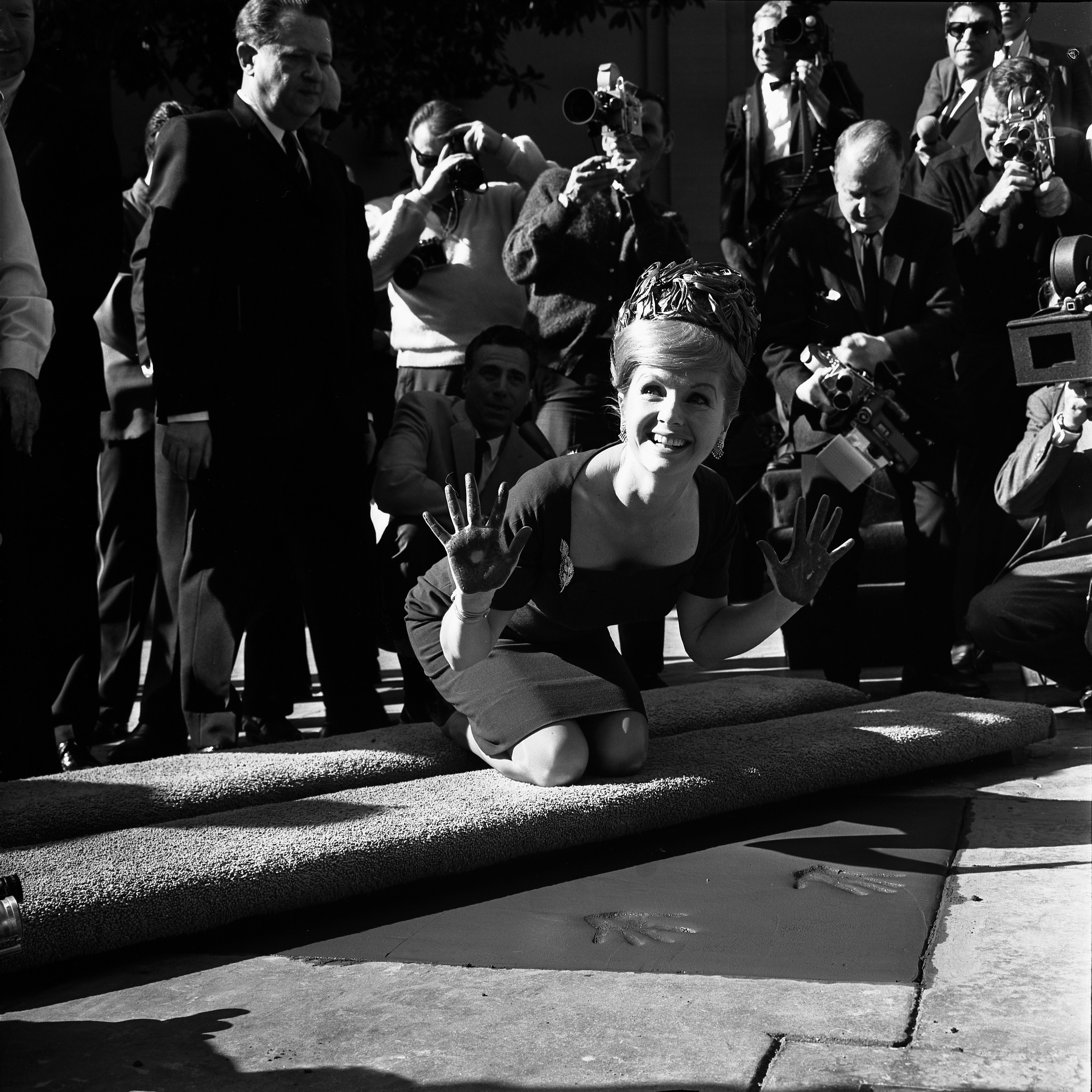
Debbie Reynolds vor Grauman’s Chinese Theater (1965)

Im Zuge der gestiegenen Popularität von Westernfilmen zu Beginn der 1960er Jahre wirkte Reynolds als Hauptdarstellerin 1961 in der Westernkomödie The Second Time Around und 1962 in dem starbesetzten Westernepos Das war der Wilde Westen mit. 1963 folgten zwei weitere Hauptrollen in den Komödien Mary, Mary unter der Regie von Mervyn LeRoy und in My Six Loves von Gower Champion. Ein großer Erfolg wurde die Verfilmung des Musicals The Unsinkable Molly Brown 1964. Der Film erschien unter dem Titel Goldgräber-Molly und Debbie Reynolds wurde für ihre Darstellung der titelgebenden Molly Brown für einen Oscar als beste Hauptdarstellerin sowie für einen Golden Globe als beste Hauptdarstellerin in einer Komödie oder Musical nominiert. Im selben Jahr erschien auch die Komödie Goodbye Charlie mit Tony Curtis.

### Karriereknick in den 1970er Jahren
Nachdem Reynolds gegen Ende der 1960er Jahre noch in einigen erfolgreichen Filmen wie Dominique – Die singende Nonne, Scheidung auf amerikanisch und der Komödie How Sweet It Is! an der Seite von James Garner Hauptrollen gespielt hatte, wurde es in den 1970er Jahren ruhiger um sie. Ihre eigene Sitcom The Debbie Reynolds Show wurde 1970 nach einem Jahr abgesetzt. Nach ihrem Engagement in dem Horrorfilm Was ist denn bloß mit Helen los? (1971) mit Shelley Winters war Reynolds bis zu Beginn der 1990er Jahre nicht mehr auf der Kinoleinwand zu sehen.

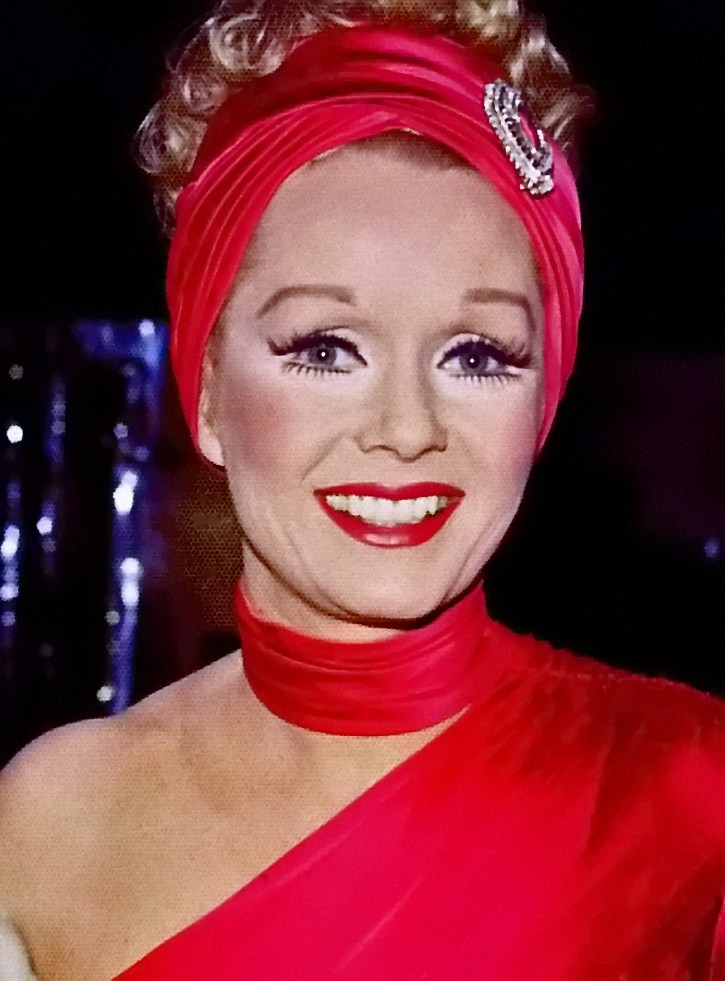
Debbie Reynolds bei einer Bühnenshow in Las Vegas 1975

Ihr Broadway-Debüt gab sie in der Neuauflage des Musicals Irene. Reynolds verkörperte die titelgebende Hauptperson. Die Produktion startete Anfang des Jahres 1973 und musste zahlreiche Rückschläge verkraften. Der Hauptdarsteller musste bis zur Premiere mehrmals ausgetauscht werden. Die Kritiken für die ersten Tryouts in Toronto und Philadelphia fielen negativ aus, und Reynolds hatte mit einer Erkrankung der Stimmbänder zu kämpfen. Ein neuer Regisseur, Peter Gennaro, und Drehbuchautor Joseph Stein wurden hinzugezogen, um die Produktion zu überarbeiten. Bei der anschließenden Vorstellung in Washington, D.C. war auch der damalige US-Präsident Richard Nixon Zuschauer. Seine positiven Äußerungen über das Musical kurbelten den Ticketverkauf an, und nach 13 Vorpremieren fand am 13. März 1973 die Broadway-Premiere im Minskoff Theatre statt. Das Musical kam auf 594 Vorstellungen. Im Februar 1974 übernahm Jane Powell den Part von Reynolds. Diese kehrte für die Schlussvorstellung in New York zurück und ging anschließend noch fünf Monate lang mit dem Musical auf Tournee, bevor sie ihre Rolle endgültig an Jane Powell abgab.
1973 wurde Reynolds für einen Tony Award nominiert und erhielt den Outer Critics’ Circle Award als beste Darstellerin in einem Musical. 1977 besetzte Regisseur Gower Champion sie in der Produktion des Musicals Annie Get Your Gun als Annie Oakley. Zur Besetzung für die Aufführungen in der Los Angeles Civic Light Opera gehörten auch Harve Presnell und Gavin MacLeod. 1979 eröffnete die Schauspielerin ihr eigenes Tanzstudio in North Hollywood, einem Stadtteil von Los Angeles.
1982 war Reynolds erneut in einem Broadway-Stück zu sehen, als sie die Rolle von Raquel Welch in Woman of the Year übernahm. Im Alter von 52 Jahren produzierte die Schauspielerin 1984 zusammen mit ihren Kolleginnen Dionne Warwick, Shelley Winters, Teri Garr, Virginia Mayo, Florence Henderson und Terry Moore ein Fitnessvideo, das im Zuge der Fitnesswelle der 1980er Jahre recht erfolgreich war. In den 1980er Jahren war Reynolds regelmäßig Gast in Talkshows und Fernsehserien wie Golden Girls und Love Boat oder der Gameshow Win, Lose or Draw. Daneben trat sie mit ihrer eigenen One-Woman-Show in Las Vegas auf und war als Synchronsprecherin in Zeichentrickfilmen wie Zuckermanns Farm – Wilbur im Glück und Kikis kleiner Lieferservice zu hören. Zudem schrieb die Schauspielerin zusammen mit dem Journalisten David Patrick Columbia ihre Autobiografie, die 1988 unter dem Titel Debbie: My Life bei William Morrow and Company erschien. Im folgenden Jahr schlüpfte sie erneut in die Rolle der Molly Brown. Zusammen mit Harve Presnell ging sie mit einer Bühnenproduktion des Musicals The Unsinkable Molly Brown auf Theatertournee.

### Insolvenz und Neuanfang in den 1990er Jahren

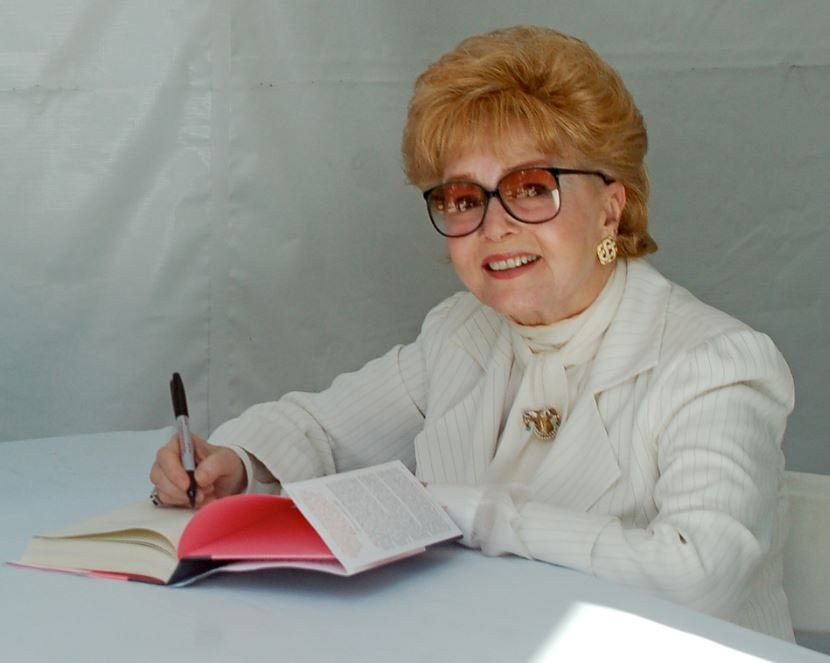
Debbie Reynolds (2013)

Nachdem sie seit Jahrzehnten immer wieder mit Shows in Las Vegas aufgetreten war, kaufte Reynolds 1991 zusammen mit ihrem dritten Ehemann Richard Hamlett ein Hotel und Kasino in der Stadt. Nach umfangreicher Renovierung stellte sie dort ihre Sammlung an Filmrequisiten aus und trat regelmäßig mit ihrer One-Woman-Show auf. Die Investition stellte sich jedoch als unrentabel heraus, und nach der Scheidung von Hamlett 1994 musste sie aufgrund der schlechten Wirtschaftslage des Hotels 1997 Insolvenz anmelden.
Anfang der 1990er Jahre wurde Reynolds’ Schauspielkarriere wiederbelebt. Nach ihrem Cameo-Auftritt 1992 in Bodyguard spielte sie 1993 in einer Nebenrolle in dem Antikriegsfilm Zwischen Himmel und Hölle. 1996 verkörperte sie die titelgebende Mutter in der Komödie von Albert Brooks. Für ihre Darstellung wurde sie mit einem Satellite Award ausgezeichnet und für einen Golden Globe nominiert. 1997 spielte sie in der Komödie In & Out die Mutter von Kevin Kline. 1998 übernahm sie die Rolle der Großmutter der Nachwuchsdarsteller Kimberly J. Brown und Joey Zimmerman in dem Fantasyfilm Halloween Town – Meine Oma ist ’ne Hexe. Auch in den Fortsetzungen der Filmreihe 2001, 2004 und 2006 spielte sie die Hexe Agatha Cromwell.
Von 1999 bis 2006 war sie in unregelmäßigen Abständen als Grace Adlers (Debra Messing) überdrehte Mutter Bobbi Adler in der Sitcom Will & Grace zu sehen. Für diese Rolle war sie 2000 in der Kategorie Outstanding Guest Actress in a Comedy Series für den Emmy nominiert. Ein von Reynolds Tochter Carrie Fisher geschriebenes Drehbuch wurde 2001 mit Reynolds sowie Elizabeth Taylor, Joan Collins und Shirley MacLaine verfilmt. Der Fernsehfilm These Old Broads hat autobiografische Züge und greift den Eheskandal um Reynolds, Taylor und Eddie Fisher aus den 1950er Jahren auf. 2004 hatte Reynolds eine Cameo-Rolle in der Krimikomödie Connie und Carla mit Nia Vardalos und Toni Collette.
Ab 2010 war sie mit ihrem Bühnenprogramm Alive & Fabulous auf Tournee in den Vereinigten Staaten und in Großbritannien. 2012 war sie als Großmutter von Katherine Heigl in der Krimikomödie Einmal ist keinmal wieder auf der Kinoleinwand zu sehen. Im Jahr darauf spielte sie in Steven Soderberghs Film Liberace – Zuviel des Guten ist wundervoll die Rolle der Frances Liberace, Mutter des von Michael Douglas verkörperten Star-Pianisten Liberace. Es wurde ihre letzte Filmrolle.

## Hollywood Motion Picture Collection
Als Metro-Goldwyn-Mayer zu Beginn der 1970er Jahre damit begann, sämtliche Filmrequisiten zu versteigern, war Reynolds unter den Bietern. Sie erstand zahlreiche Kostüme und Requisiten und gründete 1972 die gemeinnützige Organisation „Hollywood Motion Picture Museum“. Als 20th Century Fox kurze Zeit später eine ähnliche Auktion veranstaltete, ersteigerte Reynolds erneut viele Stücke. Die umfangreiche Sammlung wurde ständig erweitert und umfasst neben Kostümen auch Kameras, Briefe, Autos und kleinere Requisiten. Das Material wurde erstmals 1993 in Reynolds Hotel in Las Vegas ausgestellt. Nach der Schließung 1997 musste die Schauspielerin ihre Sammlung zunächst einlagern, bevor sie Räume im Hollywood & Highland Komplex dafür anmieten konnte. 2001 erhielt Reynolds vom Ehrenbürgermeister von Hollywood, Johnny Grant, einen Scheck über 50.000 US-Dollar für ihr Museum, dessen Eröffnung für 2004 geplant war. Finanzielle Schwierigkeiten zwangen die Organisation jedoch zum Umzug in ein günstigeres Gebäude in Pigeon Forge (Tennessee), nahe dem Themenpark Dollywood. Nach weiteren sechs Jahren Planung musste Reynolds ihren Traum vom „Hollywood Motion Picture Museum“ endgültig aufgeben. Sie traf schließlich die Entscheidung, die über 5000 Stücke umfassende Sammlung zu versteigern.
Zu den bekanntesten Stücken von Reynolds Sammlung gehörten:
- Marilyn Monroes weißes Kleid aus Das verflixte 7. Jahr
- Audrey Hepburns „Ascot Kleid“ aus My Fair Lady
- Charlie Chaplins Melone
- Claudette Colberts Kopfschmuck aus Cleopatra
- Greta Garbos grünes Samtkleid aus Anna Karenina
- Judy Garlands rote Schuhe aus Der Zauberer von Oz
- Madonnas schwarzes Abendkleid aus Evita

## Filmografie (Auswahl)
In den deutschen Synchronfassungen wurde Debbie Reynolds zu Beginn von Marianne Prenzel gesprochen. Mitte der 1950er Jahre übernahm Maria Körber die Synchronisation und ab den 1990er Jahren Anita Höfer.
- 1948: Die Braut des Monats (June Bride)
- 1950: Drei kleine Worte (Three Little Words)
- 1950: The Daughter of Rosie O’Grady
- 1950: Einmal eine Dame sein (Two Weeks with Love)
- 1952: Du sollst mein Glücksstern sein (Singin’ in the Rain)
- 1952: Mädels ahoi (Skirts Ahoy!)
- 1953: Fotograf aus Liebe (I Love Melvin)
- 1953: Eine Chance für Suzy (Give a Girl a Break)
- 1954: Athena
- 1954: Eine Nacht mit Susanne (Susan Slept Here)
- 1955: In Frisco vor Anker (Hit the Deck)
- 1955: Die zarte Falle (The Tender Trap)
- 1956: Mädchen ohne Mitgift (The Catered Affair)
- 1956: Na, na, Fräulein Mutti! (Bundle of Joy)
- 1957: Tammy (Tammy and the Bachelor)
- 1958: Männer über vierzig (This Happy Feeling)
- 1959: Engel unter Sündern (The Mating Game)
- 1959: Engel auf heißem Pflaster (Say One for Me)
- 1959: Eine tolle Nummer (It Started with a Kiss)
- 1959: Die Nervensäge (The Gazebo)
- 1960: Zwei in einem Zimmer (The Rat Race)
- 1961: In angenehmer Gesellschaft (The Pleasure of His Company)
- 1961: Der Stern im Westen (The Second Time Around)
- 1962: Das war der Wilde Westen (How the West Was Won)
- 1964: Goldgräber-Molly (The Unsinkable Molly Brown)
- 1966: Dominique – Die singende Nonne (The Singing Nun)
- 1967: Scheidung auf amerikanisch (Divorce American Style)
- 1969–1970: Debbie groß in Fahrt (The Debbie Reynolds Show, Fernsehserie)
- 1971: Was ist denn bloß mit Helen los? (What’s the Matter with Helen?)
- 1973: Zuckermanns Farm – Wilbur im Glück (Charlotte's Web) (Stimme)
- 1974: Das gibt’s nie wieder (That’s Entertainment!)
- 1992: Nicht ohne meine Großmütter (Battling for Baby)
- 1992: Bodyguard (The Bodyguard)
- 1993: Zwischen Himmel und Hölle (Heaven & Earth)
- 1996: Mother
- 1997: In & Out
- 1998: Rudolph mit der roten Nase (Rudolph the Red-Nosed Reindeer: The Movie) (Stimme)
- 1998: The Christmas Wish
- 1998: Halloween Town – Meine Oma ist ’ne Hexe (Halloweentown)
- 1998–2006: Will & Grace (Fernsehserie)
- 1999: Geschenk der Liebe (A Gift of Love: The Daniel Huffman Story, Fernsehfilm)
- 2000: Rugrats in Paris – Der Film (Rugrats in Paris: The Movie) (Stimme)
- 2000: Pollock (Cameo)
- 2001: Halloweentown II (Halloweentown II: Kalabar's Revenge)
- 2001: These Old Broads
- 2004: Halloweentown III: Halloweentown Highschool (Halloweentown High)
- 2004: Connie und Carla (Connie and Carla)
- 2006: Halloweentown 4 – Das Hexencollege (Return to Halloweentown)
- 2008: Family Guy (Stimme von Mrs. Wilson, Episode Tales of a Third Grade Nothing)
- 2012: Einmal ist keinmal (One for the Money)
- 2013: Liberace – Zu viel des Guten ist wundervoll (Behind the Candelabra)

## Musikkarriere

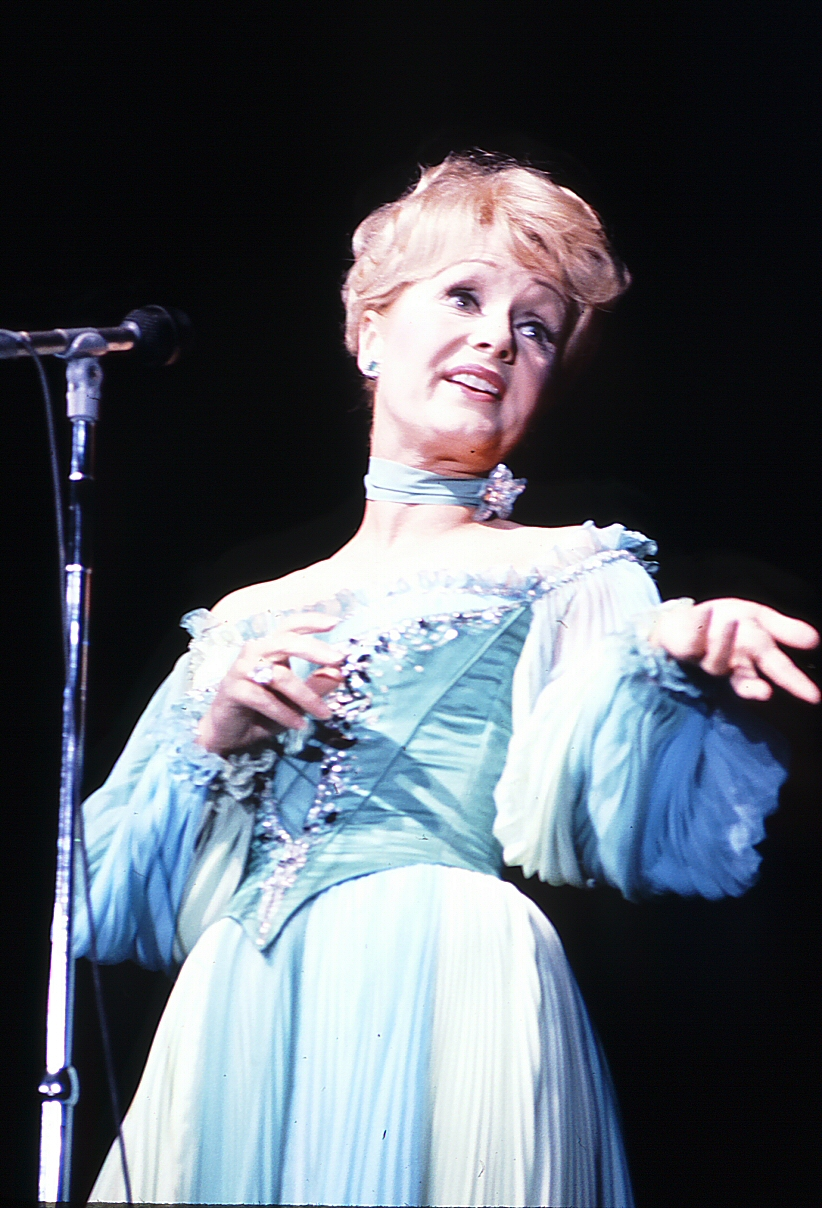
Bei einem Auftritt in Knott’s Berry Farm (1971)

Durch ihr Mitwirken in zahlreichen Filmmusicals war Reynolds auch als Interpretin auf den jeweiligen Soundtracks zu den Filmen zu hören. In ihrem ersten Film Drei kleine Worte wurde ihr Gesangspart noch von Helen Kane synchronisiert. In ihrem zweiten Film Einmal eine Dame sein sang die damals 18-Jährige bereits selbst und konnte mit dem Lied Aba Daba Honeymoon einen Nummer-eins-Hit in den australischen ARIA Charts landen. Mit dem gleichnamigen Titellied zum Filmmusical Tammy belegte sie 1957 fünf Wochen lang Platz 1 der US-amerikanischen Billboard-Charts. Der Song brachte Reynolds eine Goldene Schallplatte, außerdem war er 1958 für den Oscar als bester Song nominiert.
1959 veröffentlichte Reynolds bei PolyGram ihr erstes Musikalbum Debbie. Die Singleauskoppelung Am I That Easy to Forget? belegte Platz 25 der Billboard Charts. Das zweite Album folgte 1960 und trug den Titel Fine and Dandy. Ihr drittes Musikalbum mit dem Titel And Then I Sang wurde 1978 veröffentlicht.

### Diskografie
Alben

| Jahr | Titel                        | Höchstplatzierung, Gesamtwochen, AuszeichnungChartsChartplatzierungen (Jahr, Titel, Platzierungen, Wochen, Auszeichnungen, Anmerkungen) | Anmerkungen                |
| Jahr | Titel                        | US | Anmerkungen                |
| ---- | ---------------------------- | --- | -------------------------- |
| 1951 | Two Weeks with Love (O.S.T.) | US3 (21 Wo.)US | Erstveröffentlichung: 1950 |
| 1952 | Singing In The Rain (O.S.T.) | US2 (26 Wo.)US | Erstveröffentlichung: 1952 |

Weitere Alben
- 1953: I Love Melvin (O.S.T.)
- 1957: Tammy (O.S.T.)
- 1959: Say one for me (O.S.T.)
- 1959: Debbie
- 1960: Fine and Dandy
- 1963: How the West was won (O.S.T.)
- 1966: The singing Nunn (O.S.T.)
- 1967: Divorce American Style (O.S.T.)
- 1973: Irene – Broadway Revival Cast
- 1978: And Then I Sang
- 1984: Do it Debbies Way

Singles

| Jahr | Titel Album                                                             | Höchstplatzierung, Gesamtwochen/‑monate, AuszeichnungChartplatzierungen (Jahr, Titel, Album, Platzierungen, Wochen/Monate, Auszeichnungen, Anmerkungen) | Höchstplatzierung, Gesamtwochen/‑monate, AuszeichnungChartplatzierungen (Jahr, Titel, Album, Platzierungen, Wochen/Monate, Auszeichnungen, Anmerkungen) | Höchstplatzierung, Gesamtwochen/‑monate, AuszeichnungChartplatzierungen (Jahr, Titel, Album, Platzierungen, Wochen/Monate, Auszeichnungen, Anmerkungen) | Anmerkungen                                    |
| Jahr | Titel Album                                                             | DE | UK | US | Anmerkungen                                    |
| ---- | ----------------------------------------------------------------------- | --- | --- | --- | ---------------------------------------------- |
| 1951 | Aba Daba Honeymoon Einmal eine Dame sein (Two Weeks with Love) (O.S.T.) | — | — | — | mit Carleton Carpenter                         |
| 1957 | Tammy Tammy and the Bachelor (O.S.T.)                                   | DE23 (1 Mt.)DE | UK2 (17 Wo.)UK | US1 (31 Wo.)US |                                                |
| 1958 | A Very Special Love –                                                   | — | — | US83 (3 Wo.)US |                                                |
| 1960 | Am I That Easy To Forget? Debbie                                        | — | — | US25 (17 Wo.)US |                                                |
| 1960 | City Lights –                                                           | — | — | US55 (4 Wo.)US |                                                |
| 1973 | What Do You Want to Make Those Eyes at Me For –                         | — | — | — | Coverversion von Emile Ford and the Checkmates |

grau schraffiert: keine Chartdaten aus diesem Jahr verfügbar

## Auszeichnungen und Ehrungen
- 1951: Nominierung für den Golden Globe Award als beste Nachwuchsdarstellerin
- 1954: Golden Apple Award
- 1955: Auszeichnung durch die Hasty Pudding Theatergesellschaft als „Frau des Jahres“
- 1956: National Board of Review Award als beste Nebendarstellerin für Mädchen ohne Mitgift
- 1957: Nominierung für den Golden Globe als beste Hauptdarstellerin – Komödie oder Musical für Na, na, Fräulein Mutti! (Bundle of Joy)
- 1958: Photoplay Award als populärster weiblicher Star
- 1965: Nominierung für den Oscar als beste Hauptdarstellerin für Goldgräber-Molly
- 1965: Nominierung für den Golden Globe als beste Hauptdarstellerin – Komödie oder Musical für Goldgräber-Molly
- 1965: Debbie Reynolds verewigt sich mit ihren Hand- und Schuhabdrücken vor Grauman’s Chinese Theatre
- 1968: Photoplay Award als populärster weiblicher Star
- 1970: Nominierung für den Golden Globe als beste Serienhauptdarstellerin für die Debbie Reynolds Show
- 1973: Nominierung für den Tony Award als beste Hauptdarstellerin in einem Musical für Irene
- 1974: Outer Critics’ Circle Award als beste Darstellerin in einem Musical für Irene
- 1996: Satellite Award als beste Nebendarstellerin für Mother
- 1997: Nominierung für den Golden Globe als beste Darstellerin – Musical/Komödie für Mother
- 1997: American Comedy Award für ihr Lebenswerk
- 2000: Nominierung für den Emmy Award als Gastdarstellerin in einer Comedy Series für Will & Grace
- 2014: Screen Actors Guild Life Achievement Award
- 2015: Jean Hersholt Humanitarian Award

Debbie Reynolds wurde außerdem mit einem Stern auf dem Hollywood Walk of Fame geehrt, dieser befindet sich bei der Adresse 6654 Hollywood Blvd. Auch auf dem „Palm Springs Walk of Stars“, der dem Walk of Fame nachempfunden ist, befindet sich zu Ehren der Schauspielerin ein Stern.

## Hörbücher
- 2009: Debbie: My Life (Audible, gelesen von Debbie Reynolds)